# Моряковское сельское поселение (Томский район)
Моряко́вское сельское поселение — муниципальное образование в составе Томского района Томской области России.
Административный центр — село Моряковский Затон (Моряковка).

## География
Моряковское сельское поселение граничит: с севера — с Кривошеинским, с запада — Шегарским районами Томской области; с юга — с Рыбаловским и Зоркальцевским сельскими поселениями Томского района; с востока — с городом Северском и Итатским сельским поселением Томского района.

## История
История возникновения поселений на берегах реки Малая Сенная Курья связана с Большим Нарымским трактом, соединявшим ранее Томск и Нарым зимой.
Первые упоминания о поселениях русских колонистов относятся к началу XVIII века: в 1726 году была основана деревня Тигильдеево, в котором многие жители жили на доход, получаемый с проезжающих по Нарымскому тракту.
В начале XIX века на левобережье Сенной Курьи было обнаружено месторождение кварцевого песка, пригодного для изготовления стеклянных изделий и около 1870 года купцом Королёвым в районе нынешней Моряковки был построен стеклоделательный завод.
До 1900 года Сенная Курья была местом случайных зимовок речных судов. Осенью 1900 года пароход «Моряк» судовладельца Плотникова, шедший с грузом леса в Томск, был застигнут ледоходом в районе Иштанской протоки. Было принято решение зазимовать в этом месте. О вынужденной зимовке команда сообщила судовладельцу Плотникову, подробно описав своё местонахождение. Летом 1901 года на мысу между Сенной и Малой Курьёй были построены барак и кузница. Зимой 1901-1902 года здесь зимовали 3 корабля и 3 баржи.
Весной 1917 года на место зимовки судов завезли 6 разобранных домов и 2 барака и поставили на берегу Сенной Курьи. Возникший посёлок получил наименование Сенная Курья и административно стал относиться к Нелюбинской волости Томского уезда Томской губернии.
В 30-е годы XX века поселок получил наименование Моряковский Затон.
Указом Президиума Верховного Совета РСФСР от 13 августа 1944 года была образована Томская область, куда и вошел Моряковский поселковый Совет депутатов трудящихся.
В соответствии с Указом Президента РСФСР от 20 октября 1991 года № 138, исполнительные комитеты всех уровней были ликвидированы и созданы администрации. С декабря 1991 по 1993 года работает Моряковский сельский Совет народных депутатов и сельская администрация. В 1993 году Моряковский сельский Совет ликвидирован, его функции переданы Моряковской сельской администрации.
В 1994 году на основании Постановления Главы администрации Томского района № 197 от 05.10.94 к территории Моряковской сельской администрации была присоединена территория бывшей Поздняковской администрации в составе с. Поздняково и с. Половинка.
18 июня 1997 Моряковская сельская администрация была ликвидирована, и создан Моряковский сельский округ.
Законом Томской области № 241-ОЗ от 12 ноября 2004 образовано Моряковское сельское поселение.

## Население
| 2002  | 2008  | 2009  | 2010  | 2011  | 2012  | 2013  | 2014  | 2015  |
| ----- | ----- | ----- | ----- | ----- | ----- | ----- | ----- | ----- |
| 5113  | ↗5546 | ↘5539 | ↗6017 | ↗6034 | ↗6061 | ↗6094 | ↘6062 | ↘6007 |
| 2016  | 2017  | 2018  | 2018  | 2019  | 2019  | 2020  | 2020  | 2021  |
| ↘5943 | ↘5877 | ↘5830 | →5830 | ↘5775 | →5775 | ↗5781 | →5781 | ↘5248 |

## Населённые пункты
| № | Наименование населенного пункта | Расстояние до Томска (км) | Расстояние до адм. центра (км) | Всего населения |
| - | ------------------------------- | ------------------------- | ------------------------------ | --------------- |
| 1 | с. Моряковский Затон            | 39                        | Административный центр         | 5208            |
| 2 | д. Половинка                    | 59                        | 19                             | 210             |
| 3 | c. Козюлино                     | 60                        | 20                             | 64              |
| 4 | п. Новоигловск (Ново-Игловск)   | 90                        | 42 (по воде)                   | 0               |
| 5 | с. Поздняково                   | 62                        | 23                             | 7               |
| 6 | c. Салтанаково                  | 108                       | 60 (по воде)                   | 1               |
| 7 | п. Нагорный Иштан               | 55                        | 15                             | 16              |
| 8 | с. Губино                       | 12                        | 14                             | 555             |
| 9 | д. Красноигловск                | 79                        | 113 (по автодорогам)           | 0               |

## Местное самоуправление
Председатели Совета
- Агеев Сергей Леонидович

Главы администрации
- с 2003 года — Костин Алексей Владимирович, глава поселения[17]